# Atrichopogon fuscus
Atrichopogon fuscus är en tvåvingeart som först beskrevs av Johann Wilhelm Meigen 1804.  Atrichopogon fuscus ingår i släktet Atrichopogon och familjen svidknott. Inga underarter finns listade i Catalogue of Life.